# Västra Gansåstjärnen
Västra Gansåstjärnen är en sjö i Falu kommun och Leksands kommun i Dalarna och ingår i Dalälvens huvudavrinningsområde. Sjön är 6,5 meter djup, har en yta på 0,101 kvadratkilometer och befinner sig 315,9 meter över havet. Sjön avvattnas av vattendraget Rogsån (Fjällgrycksån). Vid provfiske har abborre, gädda och mört fångats i sjön.

## Delavrinningsområde
Västra Gansåstjärnen ingår i det delavrinningsområde (674660-147732) som SMHI kallar för Ovan Dalsbäcken. Medelhöjden är 360 meter över havet och ytan är 19,74 kvadratkilometer. Det finns inga avrinningsområden uppströms utan avrinningsområdet är högsta punkten. Rogsån (Fjällgrycksån) som avvattnar avrinningsområdet har biflödesordning 4, vilket innebär att vattnet flödar genom totalt 4 vattendrag innan det når havet efter 256 kilometer. Avrinningsområdet består mestadels av skog (91 procent). Avrinningsområdet har 0,1 kvadratkilometer vattenytor vilket ger det en sjöprocent på 0,5 procent.